# Shamrocks & Shenanigans
Shamrocks & Shenanigans – The Best of House of Pain and Everlast – kompilacja zespołu House of Pain. Album zawiera także utwory solowe jednego z członków zespołu - Everlasta.

## Lista utworów
1. "Jump Around" (House of Pain) - 3:35
2. "Shamrocks and Shenanigans (Boom Shalock Lock Boom)" (House of Pain) - 3:39
3. "What It's Like" (Everlast) - 5:04
4. "Who's the Man" (House of Pain) - 4:04
5. "Black Jesus" (Everlast) - 4:22
6. "Same as It Ever Was" (House of Pain) - 3:28
7. "Punch Drunk" (House of Pain) - 3:11
8. "Put on Your Shit Kickers" (House of Pain) - 4:25
9. "Ends" (Everlast) - 4:57
10. "Just Another Victim" (House of Pain & Helmet) - 4:22
11. "Pass the Jinn" (House of Pain) - 3:47
12. "Jump Around (Pete Rock Remix)"(House of Pain) - 4:02
13. "On Point" (House of Pain) - 3:36
14. "Word Is Bond" (House of Pain) - 4:11
15. "I Got the Knack" (Everlast) - 4:23
16. "Never Missin' a Beat" (Everlast) - 4:16
17. "The Rhythm" (Everlast, gościnnie Ice-T, Donald D & Diva) - 4:28